# Yui Horie
Yui Horie (堀江由衣, Horie Yui) é uma dubladora (seiyuu) e cantora de j-pop muito popular no Japão. Ela nasceu em 20 de Setembro de 1976. Seu verdadeiro nome é Yoshiko Horie e seus fãs a chamam carinhosamente de "Hocchan".

## Biografia
Yoshiko Horie nasceu em 1976 em Tóquio, no Japão. Quando criança, ela era uma grande fã do anime "Dirty Pair", o que a inspirou em começar a dublar. Ela odiava inglês e matemática, mas gostava de japonês, o que contribuiu para que ela fosse cantora e dubladora.
Seu primeiro trabalho foi em 1997, no jogo "Voice Fantasia". Por muito tempo Yui Horie sempre pegou personagens coadjuvantes em vários animes. Sua primeira personagem principal foi Haruka, em Kurogane Communication, mas a animação nunca foi muito famosa. Até que no ano de 2000, ela teve dois trabalhos decisivos em sua carreira: Naru Narusegawa, em Love Hina, e Tohru Honda, em Fruits Basket.
No episódio 11 de Love Hina, a personagem Naru Narusegawa canta algumas músicas,o que fez com que várias pessoas se apaixonassem por aquela voz até então desconhecida. Depois disso, o único passo que faltava para sua carreira era lançar um CD, e foi o que ela fez: em 21 de dezembro de 2000, era lançado seu primeiro cd, Mizutamari ni Utsuru Sekai (O mundo refletido numa poça d'água).
Em 2001, ela formou, juntamente com Yukari Tamura, uma dupla chamada Yamato Nadeshiko.  Durante o período de 2005 a 2007, participou de um grupo de j-pop chamado Aice5, composto, além de Yui Horie, por Chiaki Takahashi, Akemi Kanda, Masumi Asano e Madoka Kimura, todas elas também seiyuus.  E no ano de 2006, ela reuniu integrantes da equipe de produção de seu programa de rádio e criou uma banda de rock gótico chamada Kurobara Hozonkai.
Em março de 2012, Miss Monochrome, uma cantora virtual dublada por Yui Horie, aparece pela primeira vez no show Horie Yui wo Meguru Bouken III ~Secret Mission Tour~.  No ano seguinte, ela recebe a sua própria série de anime intitulada Miss Monochrome: the Animation.
Atualmente Yui Horie trabalha para o estúdio Starchild e é apresentadora de um programa de rádio chamado Horie Yui no Tenshi no Tamago, freqüentemente fazendo trabalhos em animes novos e populares,

## Dublagens

### Animes
1997
- Aun Freya - Photon: The Idiot Adventures
- Chihiro - Pokémon

1998
- Aya Fujimiya - Weiß Kreuz
- Chica A - Cowboy Bebop
- Fiena - Orphen
- Francheska - Akihabara Dennou Gumi
- Gina - Kaiketsu Jouki Tanteidan
- Franchesca, Enoken - Akihabara Dennogumi
- Galatea - Bubblegum Crisis Tokyo 2040
- Haruka - Kurogane Communication
- Koaji y Nezu - Prince Mackaroo
- Lita Ford - Saint Luminous Jogakuin

1999
- Francheska - Akihabara Dennou Gumi - 2011 Nen no Natsuyasumi
- Lei Lin - Samurai Hunt for the Sword
- Lieza - Arc the Lad
- Michelle Cay - Mugen no Ryvius
- Multi HMX12 - To Heart
- Mint - Trouble Chocolate
- Osamucho Takeuchi - Legend of the Galactic Heroes: Spiral Labirynth
- Pikushisu - Dangaizer 3
- Suzuko Natsume - Omishi Magical Theater Risky Safety

2000
- Catherine Chapman - Sci-Fi Harry
- Chica - Doraemon: Nobita and the Legend of the Sun King
- Chrono - Aa! Megami-sama
- Fina - Skies of Arcadia
- Karoru Kuweizaa - Ginsokiko Ordian
- Mitsuko Komyoji - Kikaider
- Naru Narusegawa - Love Hina
- Raimi - Growlanser III: The Dual Darkness
- Rokuna Hiiragi - Mon Colle Knights
- Sue Harris - Argento Soma
- Tia - Gandeek

2001
- Celvice Klein - Z.O.E ~Zone of the Enders~
- Corina Solgente - Tales of Eternia
- Hiromi Fujimori - Angelic Layer
- Hitomi - Dead or Alive 3
- Iron Maiden Jeanne y Lilly - Shaman King
- Mikage - Prétear
- Naru Narusegawa - Love Hina Final
- Naru Narusegawa - Love Hina Haru Special ~Kimi Sakura Chiru Nakare!!
- Rockna Hiragi - Mon Colle Knights
- Sakura Ibaragi - Figure 17 - Tsubasa and Hikaru
- Sakuya - Sister Princess
- Tohru Honda - Fruits Basket

2002
- Amiryun - Abenobashi Maho Shotengai
- Ayu Tsukimiya - Kanon
- Koma - Asagiri no Miko
- Naru Narusegawa - Love Hina Again
- Orie Amano - Pia Carrot e Youkoso!! - Sayaka no Koi Monogatari
- Rio Takeuchi - Spiral: Suiri no Kizuna
- Sakuya - Sister Princess: Re Pure
- Silvia Maruyama - Ground Defense Force! Mao-chan
- Yuya Shiina - Samurai Deeper Kyo

2003
- Ayu Tateishi - Ultra Maniac
- Ayu Tsukimiya - Kanon Kazahana
- Hitomi - Dead or Alive Xtreme Beach Volleyball
- Kotori Shirakawa - D.C. ~Da Capo~
- Mayura Daidouji - Matantei Loki Ragnarok
- Sarara - Bottle Fairy
- Yuriko Amemiya - Nanaka 6/17

2004
- Eri Sawachika - School Rumble
- Futaba Amitaka - Tokyo Jushoden
- Honey Kisaragi / Cutie Honey - Cutie Honie (OAV)
- Hitomi - Dead or Alive Ultimate
- Jiyuu Nanohana / Jubei Yagyu II - Jubei-chan 2
- Kaoruko Ichijo - Futakoi
- Kisaragi Honey - RE: Cutie Honey
- Megumi Higashibara (Mars Daybreak]]
- Multi - To Heart: remember my memories
- Najenka - Yugo ～Koushoujin～
- Sasaki Makie - Mahou Sensei Negima (especial)

2005
- Artista - Canvas 2
- Erebosu - Rean no Tsubasa
- Hitomi - Dead or Alive 4
- Kaoruko Ichijou - Futakoi Alternative
- Kotori Shirakawa - Da Capo Second Season
- Meryl - Shining Force Neo
- Miyako Uehara - Paniponi Dash!
- Makie Sasaki - Mahou Sensei Negima, Negima!?
- Pecoru - Ueki no Housoku
- Sasaki Makie - Negima!
- Tamami Chanohata - Mahoraba

2006
- Ai - Gekijouban Doubutsu no Mori
- Mizuho Miyanokōji - Otome wa Boku ni Koishiteru
- Ayu Tsukimiya - Kanon (2006)
- Eri Sawachika - School Rumble ni Gakki
- Mei Ling - D.gray-man
- Mio Readiness - Zegapain
- Nanae Fujieda - Sky Girls (OAV)
- Sasaki Makie - Mahou Sensei Negima! OVA Haru
- Sasaki Makie - Mahou Sensei Negima! OVA Natsu
- Sasaki Makie - Negima!?
- Siesta - Zero no Tsukaima
- Sumire - Ray
- Youko - Inukami!
- Yasuna Kamiizumi - Kasimashi Girl meets girl
- Yasuna Kamiizumi - Kasimashi Girl meets girl (OAV)

2007
- Aoi Misato - Tokyo Majin Gakeuen Kenpucho
- Aoi Misato - Tokyo Majin Gakeuen Kenpucho: Dainimaku
- Byakko, Mariko Etou y Maru - Suteki Tantei Labyrinth
- Hanyuu - Higurashi no Naku Koro ni Kai
- Momo e Suzu - Nagasarete Airantou
- Nanee Fujieda - Sky Girls
- Shiro Usa - Sugar Bunnies
- Siesta - Zero no Tsukaima Futatsuki no Kiss
- Touka Kureha - Shining Tears X Wind
- Yukiho Hagiwara - Idolmaster: Xenoglossia
- Manami Amamiya - Gakuen Utopia Manabi Straight!
- Manami Amamiya - Gakuen Utopia Manabi Straight! (OAV)
- Yume Asakura - Da Capo II

2008
- Chie Suzugasaki - Hyakko
- Eri Sawachika - School Rumble Sangakki
- Fatina - The Tower of Druaga: Aegis of Uruk
- Mata Tami - Crayon Shin-chan: Chou Arashi wo Yobu Kinpoko no Yuusha
- Minori Kushieda - Toradora!
- Miruru - Chou Gekijouban Keroro Gunsou 3: Keroro Tai Keroro - Tenkuu Daikessen de Arimasu!
- Miyako Takagami - Wagaya no Oinarisama
- Riko, Kamika Todoroki e gato preto - Shikabane Hime Aka
- Sasaki Makie - Mahou Sensei Negima! ~Shiroki Tsubasa Ala Alba~
- Siesta - Zero no Tsukaima Princess no Rondo
- Yûki Cross - Vampire Knight
- Yûki Cross - Vampire Knight Guilty
- Suzune Shinozaki - Shigofumi - Stories of Last Letter
- Yume Asakura - Da Capo II Second Season

2009
- Charle - Fairy Tail
- Dahlia - Rune Factory 3
- Fatina - The Tower of Druaga: the Sword of Uruk
- Hanyuu - Higurashi no Naku Koro ni Rei
- Haruka Nishida - Kanamemo
- Kyouko Ikumi - Aoi Hana
- Mihoko Fukuji - Saki
- Mishima Akane - Kämpfer
- Namiko Nozaki - GA Geijutsuka Art Design Class
- Princess Mira - Lupin III vs Detective Conan
- Riko, Kamika Todoroki e gato preto - Shikabane Hime Kuro
- Roda - Tegami Bachi
- Sasaki Makie - Mahou Sensei Negima! ~Mou Hitotsu no Sekai~
- Seiru - Battle Spirits: Shounen Gekiha Dan
- Shouko Maruuchi - Zan, Sayonara, Zetsubou-Sensei
- Sonia Shaflnarz - Hayate the Combat Butler!!
- Sonia Shaflnarz - Hayate the Combat Butler!! (OVA)
- Tsubasa Hanekawa - Bakemonogatari
- Urin - Umi Monogatari Anata ga ite kureta koto
- Ushiromiya María - Umineko no Naku Koro ni
- Yamazaki Kanako - Natsu no Arashi!
- Yamazaki Kanako - Natsu no Arashi! Akinai chuu

2010
- Alice Kiriki - Ookami-san to Shichinin no Nakama-tachi
- Hozuki - Otome Youkai Zakuro
- Celine Bright - Jewelpet Tinkle
- Jens - Asobi ni Iku yo!
- Kanae Naruko - Mayoi Neko Overrun!
- Miharu Takeshita - B gata h kei
- Roda - Tegami Bachi Reverse
- Sonken Chuubou - Ikkitousen: Xtreme Xecutor
- Yuki-Onna - Nurarihyon no Mago

2011
- Hanyuu - Higurashi No Naku Koro Ni Kira
- Anna Suehiro - Hourou Musuko
- Charle - Fairy Tail (OVA)
- Chie Satonaka - Persona 4 The Animation
- Effie - Astarotte no Omocha!
- Kyou Sawagi - Ben-To
- Maruga - Dragon Crisis!
- Masako Natsume - Mawaru Penguindrum
- Millhiore F. Biscotti - Dog Days
- Mishima Akane - Kämpfer für die Liebe
- Yamada-san - Katteni Kaizou
- Yuzu Komiya - Nekogami Yaoyorozu

2012
- Tsubasa Hanekawa - Nisemonogatari
- Siesta - Zero no Tsukaima Final
- Raika Oda - Papa no Iu Koto wo Kikinasai!
- Rufina - [[Shining Hearts Shiawase No Pan
- Yuki "Yukirin" Kashiwagi - AKB0048
- Emika Takatsuki - Ano Natsu de Matteru
- Mii - Arashi no Yoru Ni: Himitsu no Tomodachi
- Hitomi - Dead or Alive 5
- Millhiore F. Biscotti - Dog Days'
- Charle - Fairy Tail the Movie: The Phoenix Priestess
- Coorie - Moretsu Pirates
- Liu Bei - Sengoku Collection
- Mihoko Fukuji - Saki Achiga-hen Episode of Side-A
- Mary Tudor, Scarred - Kyokai Senjo no Horizon
- Riki Naoe - Little Busters!
- Kushina Anna- K (anime)
- Reiko Amano - ShinSekai Yori
- Liu Bei - Sengoku Collection
- Akane Akaza - YuruYuri??
- La Princesa del Lago - Kamisama Hajimemashita
- Yamuraiha - Magi: The Labyrinth of Magic
- Ryunosuke Akasaka, Maid-Chan - Sakura-so no Pet na Kanojo
- Sonia Shaflnarz - Hayate the Combat Butler: Can't Take My Eyes Off You
- Persephone - Skylanders: Spyro's Adventure

2013
- Ryunosuke Akasaka, Maid-Chan - Sakura-so no Pet na Kanojo
- Charle - Fairy Tail
- Riki Naoe - Little Busters! ~Refrain~
- Reiko Amano - ShinSekai Yori
- Rion Nanami - Kakumeiki Valvrave
- Miss Monochrome - Miss Monochrome: the Animation
- Kaga Kouko - Golden Time
- Tsubasa Hanekawa - Monogatari Series Second Season
- Kazumi Vihae - Mermaid Melody Pichi Pichi Pitch
- Serena Cadenzavna Eve- Senki Zesshou Symphogear

2014
- Wagon - Ressha Sentai ToQger

### Videogames
- Ess - Puyo Puyo Tetris
- Nepgear / Purple Sister - Hyperdimension Neptunia [en]
- Natsume Nagi - Radiata Stories
- Lillith Zaberisk - Animamundi
- Satonaka Chie - Persona 4
- Rena - Elsword
- Hitomi - Dead or Alive
- Springfield - Girls' Frontline

## Discografia

### Álbuns
- Mizutamari ni Utsuru Sekai (水たまりに映るセカイ) (2000)
- Kuroneko to Tsuki Kikyū o Meguru Bōken (黒猫と月気球をめぐる冒険) (2001)
- Ho? (ほっ?) (2003)
- sky (2003)
- Rakuen (楽園) (2004)
- Usotsuki Alice to Kujiragō o Meguru Bōken (嘘つきアリスとくじら号をめぐる冒険, Usotsuki Arisu to Kujiragō o Meguru Bōken) (2005)
- Darling (2008)
- A Votre Santre!!(2008) (com Kurobara Hozonkai)
- Honey Jet!! (2009)

### Singles/maxis
- Eternal Fantasy 3 Perpetual Blue (悠久幻想曲３パーペチュアルブルー, Yūkyū Gensōkyoku 3 Pāpechuaru Burū) Maxi Single Collection Part.6 (2000)
- Merry Merrily (2001) (Yamato Nadeshiko)
- Love Destiny (2001)
- Kirari Takaramono (2002)
- ALL MY LOVE (2002)
- Kokoro Harete Yoru mo akete (2004)
- Scramble (Yui Horie com UNSCANDAL) (2004)
- Hikari (Abertura do anime Inukami!) (2006)
- Days (2007)
- Koisuru Tenkizu (2007)
- Vanilla Salt (Música de encerramento do anime Toradora!) (2008)
- Silky Heart (Segunda abertura do anime Toradora!) (2009)
- YAHHO!! (Música de encerramento do anime Kanamemo) (2009)

## DVDs
- Yui Horie CLIPS 0 ~since'00~'01~ (2002)

- yui horie CLIPS 1 (2004)
- LIVE DVD 2006 "Horie Yui wo Meguru Bouken" (2006)
- Horie Yui Christmas Live ~Yui ga Santa ni Kigaetara~ (2008)
- yui horie CLIPS 2 (2010)
- Horie Yui wo Meguru Bouken 2 ~Budoukan de Butoukai~ Q&A (2010)
- Horie Yui wo Meguru Bouken III ~Secret Mission Tour~ (2012)
- Horie Yui Best Live ~Yui to Jikan Dorobou~ (2013)
- Horie Yui o Meguru Bouken IV ~Pirates of Yui 3013~ (2013)